# Ротсвілл (Пенсільванія)
Ротсвілл (англ. Rothsville) — переписна місцевість (CDP) в США, в окрузі Ланкастер штату Пенсільванія. Населення — 2960 осіб (2020).

## Географія
Ротсвілл розташований за координатами 40°9′11″ пн. ш. 76°14′52″ зх. д. / 40.15306° пн. ш. 76.24778° зх. д. (40.153073, -76.247813).  За даними Бюро перепису населення США в 2010 році переписна місцевість мала площу 6,43 км², з яких 6,38 км² — суходіл та 0,04 км² — водойми.

## Демографія
Згідно з переписом 2010 року, у переписній місцевості мешкали 3044 особи в 1078 домогосподарствах у складі 855 родин. Густота населення становила 474 особи/км².  Було 1111 помешкання (173/км²).
Расовий склад населення:
| - 94,2 % — білих - 1,1 % — чорних або афроамериканців - 1,1 % — азіатів - 2,0 % — осіб інших рас |

До двох чи більше рас належало 1,5 %. Частка іспаномовних становила 5,2 % від усіх жителів.
За віковим діапазоном населення розподілялося таким чином: 27,9 % — особи молодші 18 років, 63,3 % — особи у віці 18—64 років, 8,8 % — особи у віці 65 років та старші. Медіана віку мешканця становила 38,8 року. На 100 осіб жіночої статі у переписній місцевості припадало 102,5 чоловіків;  на 100 жінок у віці від 18 років та старших — 98,3 чоловіків також старших 18 років.
Середній дохід на одне домашнє господарство  становив 90 841 долар США (медіана — 71 888), а середній дохід на одну сім'ю — 96 804 долари (медіана — 83 958). За межею бідності перебувало 3,7 % осіб, у тому числі 5,2 % дітей у віці до 18 років та 4,1 % осіб у віці 65 років та старших.
Цивільне працевлаштоване населення становило 1502 особи. Основні галузі зайнятості: освіта, охорона здоров'я та соціальна допомога — 22,7 %, виробництво — 22,0 %, оптова торгівля — 8,8 %, науковці, спеціалісти, менеджери — 8,1 %.